# Бранимир

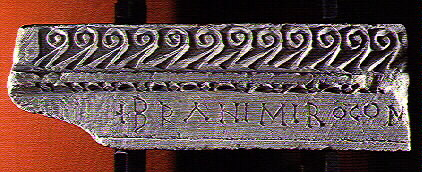
Надпись, содержащая имя Бранимира (ок. 880 г.)

Браними́р (хорв. Branimir, умер в 892 году) — князь Хорватии в 879—892 годах. Первый правитель независимого хорватского государства, свободного от контроля франков и Византии. Получил от папы Иоанна VIII титул Dux Chroatorum (князь хорватов).
По мнению ряда историков, Бранимир не принадлежал к дому Трпимировичей, к которому относилось большинство хорватский князей, а был одним из потомков князя Домагоя. Согласно некоторым источникам имя жены Бранимира — Маруша или Мария.
Бранимир был приведён на трон сторонниками союза Хорватии с папой римским и противниками Византии. В 879 году предшественник Бранимира, князь Здеслав, был убит неподалёку от Книна сторонниками Бранимира. В том же году законность вступления Бранимира на хорватский княжеский трон была подтверждена Святым Престолом, Папа Иоанн VIII прислал благословение Бранимиру и даровал ему титул Dux Chroatorum. Фактически это означало признание независимости хорватского государства. Резиденция Бранимира располагалась в городе Нин.
Внешняя политика Бранимира была направлена на укрепление могущества Хорватии и дистанцирование от Византии. Когда скончался архиепископ Сплита, поставленный на этот пост константинопольским Патриархом, Бранимир единоличным решением назначил новым архиепископом епископа Нина, который признавал примат римского папы. Тесные отношения с Римом не мешали Бранимиру периодически поступать в церковных вопросах вопреки воле Рима. Поскольку в Хорватии, как и в других славянских странах, в этот период времени в результате деятельности Кирилла и Мефодия получило распространение богослужение на славянском языке, Бранимир утвердил параллельное использование латыни и славянского в литургии, что вызвало неудовольствие папы Стефана V. В период правления Бранимира венецианские корабли вынуждены были платить дань за проход вдоль хорватского побережья.
Бранимир умер в 892 году. Ему наследовал третий сын князя Трпимира I, Мунцимир. До нашего времени сохранились несколько надписей, содержащих имя Бранимира, главным образом на алтарях древних церквей. В современной Хорватии существует Орден князя Бранимира (Red kneza Branimira) — одна из высших государственных наград.